# 龜州大捷
龜州大捷（：／），發生在1019年3月10日，是第三次高麗與契丹之戰的决定性戰役，是役以高麗大勝告終。

## 過程
大中祥符十一年（1018年），高麗和契丹圍繞江東六州和國王入朝問題關係緊張，高麗顯宗於這年十月任命姜邯贊為西北面行營都統使，負責防禦契丹。十二月，契丹東平郡王蕭排押率領號稱10萬的大軍入侵高麗，顯宗任命姜邯贊為上元帥，與上將軍姜民瞻領兵20萬迎戰契丹，在興化鎮（今朝鮮平安北道義州郡威遠面）以12000名騎兵設伏山谷，又用大繩貫牛皮塞城東大川，契丹軍來到時決塞發伏，大破契丹軍，此外姜邯贊麾下兩員將領姜民瞻和趙元亦分別打了勝仗。
然而，蕭排押轉而繞過姜邯贊的防禦，繼續向開京挺進，高麗朝廷不得不於十二月二十六日戒嚴開京。姜邯贊得知後，馬上派遣兵馬判官金宗鉉領兵一萬，倍道入衛。隨後，蕭排押抵達離開京只有百里的新恩縣，顯宗命令堅壁清野，嚴陣以待。因為契丹軍自進入高麗後就屢次受挫，兵力頗為折損，姜邯贊又派兵入衛，所以蕭排押判斷開京難以攻克，決定撤軍。姜邯贊趁機邀擊回師的契丹軍，先在漣州（今朝鮮平安北道价川市）、渭州（今朝鮮平安北道寧邊郡）一帶取得小勝，後在龜州（今朝鮮平安北道龜城市）與契丹軍決戰，利用天時大勝契丹軍，幾乎使其全軍覆沒，生還者只有數千人，史稱“龜州大捷”，時為天禧三年（1019年）二月初一。

## 影響
戰後，兩國缔約，契丹沒有再入侵高麗，雙方睦鄰友好，高麗和契丹長期相安無事。